# Campo di internamento di Casoli
Il campo di internamento di Casoli, in provincia di Chieti, è uno dei numerosi campi di internamento istituiti dal governo fascista in seguito all'entrata dell'Italia nella seconda guerra mondiale, per accomodarvi stranieri e antifascisti. Fu operante dal luglio 1940 al settembre 1943, con una capienza massima di 80-90 persone. Vi furono internati dapprima profughi ebrei, provenienti dalla Germania e dall'Austria, e quindi stranieri "ex-jugoslavi".

## La storia
Già il 27 aprile 1940 fu individuato come possibile luogo di internamento nella provincia di Chieti l'ex-scuola nel comune di Casoli e alcuni locali di proprietà dell'avvocato Innocenzo Tilli. Questi ultimi, rivelatisi umidi e malsani, furono sostituiti dopo pochi mesi da un altro locale, di eguale capienza, utilizzato in passato come sala cinematografica.
Il Ministero dell'Interno decise di destinare il luogo a campo di internamento per ebrei stranieri, tedeschi e austriaci. Alla direzione del campo, attivato dal 10 giugno 1940, fu preposto il podestà del luogo Mosè Ricci, mentre la sorveglianza fu affidata ai carabinieri e l'assistenza sanitaria al dott. Nicola Raimondo.
I primi internati giunsero il 14 luglio 1940; il loro numero variò nel tempo in conseguenza dei numerosi trasferimenti da un campo all'altro, tuttavia la tendenza fu sempre verso un certo sovraffollamento della struttura.
Tutto considerato, le condizioni di vita rimasero accettabili. Vi furono ispezioni della Croce Rossa e gli internati poterono ricevere gli aiuti internazionali della DELASEM. L'operato di Mosè Ricci fu persino denunciato nell'ottobre 1940 dai fascisti locali per essere troppo blando e comprensivo nei confronti degli internati, che godevano di ampia libertà di movimento e con i quali la popolazione locale tendeva a fraternizzare.
Nel maggio 1942, la demografa del campo mutò radicalmente. I 50 "ebrei stranieri" furono trasferiti al campo di internamento di Campagna e al loro posto giunsero 82 "ex-jugoslavi" provenienti dal campo di internamento di Corropoli. Le condizioni divennero più difficili per la scarsezza di cibo e vestiario, per la carenza dei servizi igienici e per i mai risolti problemi di sovraffollamento, come lamentato anche nei rapporti della Croce Rossa.
Con l'8 settembre 1943 il campo fu chiuso.

## Luogo della Memoria
Il palazzo che ha ospitato il campo, è stato oggetto tra il 2018 e il 2019 di studi e interventi di restauro, nell'ambito di un progetto di rivalorizzazione dei fatti avvenuti. Il Palazzo De Vincentiis, dopo i restauri, dovrà diventare un museo della Memoria di Casoli, il vicino palazzo Tilli in via Roma è stato recuperato da un'associazione privata di Pescara. Mentre nel 2018 in occasione della visita del Presidente della repubblica Sergio Mattarella, la strada di via Aventino all'incrocio con via Roma, che forma uno slargo, è stata riqualificata prendendo il nome di Piazza della Memoria, con la costruzione di un pannello gigante espositivo con stampate le immagini degli internati e delle loro lettere spedite ai familiari, e dei loro nomi incisi; il pannello è stato attaccato al muraglione del costone di via Michetti e via Roma.
Nel 2020 un secondo pannello espositivo che mostra le ricerche storiche riguardo ai fatti, è stato allestito nel giardino pubblico ricavato dalla demolizione di un'antica casa danneggiata dalla guerra.